# Tribonyx
Tribonyx — рід журавлеподібних птахів родини пастушкових (Rallidae). Представники цього роду мешкають в Австралії і на Тасманії. Раніше їх відносили до роду Курочка (Gallinula), однак за результатами молекулярно-філогенетичного дослідження 2014 року вони були переведені до відновленого роду Tribonyx

## Види
Виділяють два види:
- Курочка чорнохвоста (Tribonyx ventralis)
- Курочка тасманійська (Tribonyx mortierii)

Відомий також вимерлий вид Tribonyx hodgenorum, що був ендеміком Нової Зеландії.

## Етимологія
Наукова назва роду Tribonyx походить від сполучення слів дав.-гр. τριβω — стиратися, зношуватися і ονυξ — пазур.